# Elezioni presidenziali in Repubblica Ceca del 2013
Le elezioni presidenziali in Repubblica Ceca del 2013 si tennero l'11 gennaio (primo turno) e il 25 gennaio (secondo turno).

## Risultati
| Candidati           | Partiti                                                        | I turno   | I turno | II turno  | II turno |
| Candidati           | Partiti                                                        | Voti      | %       | Voti      | %        |
| ------------------- | -------------------------------------------------------------- | --------- | ------- | --------- | -------- |
| Miloš Zeman         | Partito dei Diritti Civili                                     | 1 245 848 | 24,22   | 2 717 405 | 54,80    |
| Karel Schwarzenberg | TOP 09                                                         | 1 204 195 | 23,41   | 2 241 171 | 45,20    |
| Jan Fischer         | Indipendente                                                   | 841 437   | 16,36   |           |          |
| Jiří Dienstbier     | Partito Social Democratico Ceco                                | 829 297   | 16,12   |           |          |
| Vladimír Franz      | Indipendente                                                   | 351 916   | 6,84    |           |          |
| Zuzana Roithová     | Unione Cristiana e Democratica - Partito Popolare Cecoslovacco | 255 045   | 4,96    |           |          |
| Táňa Fischerová     | Movimento Chiave                                               | 166 211   | 3,23    |           |          |
| Přemysl Sobotka     | Partito Democratico Civico                                     | 126 846   | 2,47    |           |          |
| Jana Bobošíková     | Sovranità                                                      | 123 171   | 2,39    |           |          |
| Totale              | Totale                                                         | 5 143 966 | 100     | 4 958 576 | 100      |